# Washington Park (Carolina do Norte)
Washington Park é uma cidade  localizada no estado norte-americano de Carolina do Norte, no Condado de Beaufort.

## Demografia
Segundo o censo norte-americano de 2000, a sua população era de 440 habitantes.
Em 2006, foi estimada uma população de 454, um aumento de 14 (3.2%).

## Geografia
De acordo com o United States Census Bureau tem uma área de
0,7 km², dos quais 0,7 km² cobertos por terra e 0,0 km² cobertos por água.

## Localidades na vizinhança
O diagrama seguinte representa as localidades num raio de 24 km ao redor de Washington Park.